# Horní Raškovice
Horní Raškovice je malá vesnice, část obce Svinčany v okrese Pardubice. Nachází se asi 1 km na jih od Svinčan. V roce 2009 zde bylo evidováno 30 adres. V roce 2001 zde trvale žilo 34 obyvatel.
Horní Raškovice leží v katastrálním území Raškovice u Přelouče o výměře 2,1 km2.